# Autoestradas radiais de Espanha
As autoestradas radiais espanholas são seis vias rápidas que partem de Madrid e avançam paralelamente a cada uma via rápida radial, a saber: A-1, A-2, A-3, A-4, A-5, A-6. Foram desenhadas e construídas durante a VI e VII Legislatura (Governos de José María Aznar) para descongestionar essas vias rápidas radiais que eram colapsadas em pontes festivas, operações de entrada/saída de férias ou simplesmente em horas de ponta.
Existe uma certa polêmica com o resultado dessas infraestruturas, pôs em prática pelo que contribuíram para o agravamento do fluxo de trânsito no ponto de confluência destas vias rápidas radiais de referência.
| Via | Denominação da Via   | Itinerário                | Estado      |
| --- | -------------------- | ------------------------- | ----------- |
|     | Autopista radial R-1 | Madrid - El Molar         | Em projecto |
|     | Autopista radial R-2 | Madrid - Guadalajara      | Em serviço  |
|     | Autopista radial R-3 | Madrid - Arganda del Rey  | Em serviço  |
|     | Autopista radial R-4 | Madrid - Aranjuez - Ocaña | Em serviço  |
|     | Autopista radial R-5 | Madrid - Navalcarnero     | Em serviço  |